# 7 december
7 december is de 341ste dag van het jaar (342ste in een schrikkeljaar) in de Gregoriaanse kalender. Hierna volgen nog 24 dagen tot het einde van het jaar.

## Gebeurtenissen
- Algemeen
  - 1574 - De halfbroers Albrecht en Filips IV van Nassau-Weilburg verdelen de Saarbrückense erfenis: Albrecht ontvangt Ottweiler, de ambten Homburg, Kirchheim en de heerlijkheden Lahr en Mahlberg, en Filips ontvangt de graafschappen Saarbrücken en Saarwerden en de heerlijkheid Stauf.
  - 1982 - In de Verenigde Staten wordt voor het eerst een dodelijke injectie toegepast bij het ten uitvoer brengen van de doodstraf.[1]
  - 1988 - Spitak in Armenië wordt getroffen door een aardbeving van 6,8 op de schaal van Richter, met als resultaat 25.000 doden.
  - 2024 - Aan het Tarwekamp in Den Haag worden vijf appartementen volledig verwoest en raken meerdere andere appartementen beschadigd door twee explosies. Er vallen zes doden en vier gewonden.[2]
- Economie
  - 2021 - Het Centraal Bureau voor de Statistiek maakt bekend dat de inflatie in november 2021 op 5,2 procent uitgekomen is. Dit is de hoogste waarde sinds 1982.[3]

- Gezondheid
  - 1999 - In het Verenigd Koninkrijk opent de overheid op internet de Gezondheidsgids, waarbij medisch advies wordt verstrekt.

- Kunst en cultuur
  - 1994 - Het Mauritshuis in Den Haag koopt voor ongeveer tien miljoen gulden een schilderij van de 17de-eeuwse Nederlandse schilder Meindert Hobbema, getiteld Boslandschap.

- Oorlog
  - 1941 - In reactie op de Japanse aanval op Pearl Harbor raken de Verenigde Staten officieel betrokken bij de Tweede Wereldoorlog.[1]
  - 1942 - Koningin Wilhelmina richt zich per BBC-radio tot alle delen van het koninkrijk en kondigt voor na de oorlog een rijksconferentie aan over een nieuwe staatkundige structuur voor het Koninkrijk der Nederlanden. Tevens kondigt zij de oprichting aan van de 7 december Brigade, later genoemd de Prinses Irene Brigade. Oprichting Eerste Divisie 7 December.
  - 1975 - Indonesië valt Oost-Timor binnen.[1]

- Politiek
  - 1787 - Delaware ratificeert als eerste staat de grondwet van de Verenigde Staten.[1][4]
  - 1815 - Michel Ney, maarschalk van Frankrijk wordt geëxecuteerd door een vuurpeloton, nadat hij door het bewind van Lodewijk XVIII van Frankrijk schuldig is bevonden aan verraad, wegens zijn steun aan Napoleon Bonaparte gedurende de Honderd Dagen.[1]
  - 1960 - Ivoorkust wordt onafhankelijk.[1]
  - 1970 - Bondskanselier Willy Brandt en president Józef Cyrankiewicz ondertekenen het West-Duits-Pools normalisatieverdrag.
  - 1988 - Yasser Arafat erkent het bestaansrecht van Israël.[1]
  - 1993 - In Zuid-Afrika wordt de overgangsraad geïnstalleerd.
  - 1993 - De Birmese gewapende oppositie, verenigd in de Democratische Alliantie van Birma (DAB), gaat met de militaire junta in Rangoon praten over beëindiging van de burgeroorlog, die al meer dan veertig jaar duurt.
  - 2004 - John Agyekum Kufuor wordt herkozen als president van Ghana.
  - 2015 - Premier Laimdota Straujuma van Letland dient haar ontslag in.

- Recreatie
  - 1940 - Diergaarde Blijdorp in Rotterdam wordt officieel geopend.[1]

- Religie
  - 1965 - Paus Paulus VI van de Rooms-Katholieke Kerk, en patriarch Athenagoras I van de oosters-orthodoxe kerk heffen tegelijkertijd de wederzijdse excommunicatie op die bestond sinds 1054.
  - 1992 - Militante hindoes verwoesten in India een 16e-eeuwse moskee; het daaropvolgende geweld kost meer dan 1100 mensen het leven.
- Sport
  - 1966 - Ajax speelt in de mist tegen Liverpool, en wint met 5-1.
  - 2006 - De UEFA doet een uitspraak over Feyenoord naar aanleiding van Supportersrellen rond AS Nancy-Lorraine - Feyenoord op 30 november 2006.
  - 2021 - Zwemmer Ferry Weertman maakt bekend dat hij met onmiddellijke ingang een punt achter zijn zwemcarrière zet.[5]
  - 2023 - De Nederlandse zwemmer Arno Kamminga pakt goud op de 100 meter schoolslag bij de Europese kampioenschappen kortebaanzwemmen in Otopeni (Roemenië). Zijn landgenoot Caspar Corbeau weet het brons in de wacht te slepen en de Italiaan Nicolò Martinenghi schaart zich met zilver tussen de Nederlanders.[6]
- Wetenschap en technologie
  - 1889 - John Boyd Dunlop krijgt een octrooi op de luchtband.
  - 1909 - Leo Baekeland verkrijgt octrooi op bakeliet.
  - 1972 - Apollo 17 wordt gelanceerd door de Amerikaanse ruimtevaartorganisatie NASA met als bemanning Eugene Cernan, Ronald Evans en Harrison Schmitt. Dit is de laatste bemande Apollo-missie naar de Maan en tevens de laatste keer dat een Saturnus V raket wordt gebruikt om mensen in de ruimte te brengen.[1][7]
  - 1984 - In Den Haag opent het Omniversum zijn deuren.[1]
  - 1993 - Astronauten aan boord van de Spaceshuttle Endeavour repareren de bijziende ruimtetelescoop Hubble.
  - 1995 - Ruimtesonde Galileo bereikt de planeet Jupiter en vliegt op een afstand van 892 km langs de maan Io.[8][9]
  - 1998 - Ruimtewandeling van de astronauten Jerry Ross en James Newman voor het maken van elektrische verbindingen tussen de Zarya module en de Unity module van het in aanbouw zijnde ISS.[10]
  - 1999 - Het Amerikaanse biotechnische bedrijf Genentech schenkt de Luikse professor Joseph Martial 680 miljoen frank voor zijn aandeel in de ontdekking van de werking van het gen. Hierdoor kunnen menselijke groeihormonen worden aangemaakt.
  - 2001 - Lancering van een Delta II raket van Boeing vanaf Vandenberg Space Force Base Lanceercomplex 2 voor de Jason-1 / TIMED missie. Jason-1 is een gezamenlijke satelliet van NASA en CNES die de relatie tussen de oceanen en de atmosfeer gaat onderzoeken. TIMED (Thermosphere Ionosphere Mesosphere Energetics and Dynamics) is een ruimtevaartuig dat de mesosfeer en de lagere thermosfeer rond de Aarde gaat onderzoeken.[11]
  - 2005 - Het is mogelijk een domeinnaam met .eu te registreren.
  - 2022 - Lancering met een Kuaizhou 11 raket vanaf lanceerbasis Jiuquan van de Xingyun VDES missie met de gelijknamige communicatiesatelliet die deel moet gaan uitmaken van de Xingyun constellatie voor maritiem gebruik.[12]
  - 2022 - NASA maakt bekend dat de Perseverance rover twee monsters van de bodem op de planeet Mars (regoliet) heeft genomen en succesvol heeft opgeslagen op respectievelijk 2 en 6 december 2022.[13]
  - 2023 - Lancering van een Falcon 9 raket van SpaceX vanaf Kennedy Space Center Lanceercomplex 40 voor de Starlink group 6-33 missie met 23 Starlink satellieten.[14]

## Geboren

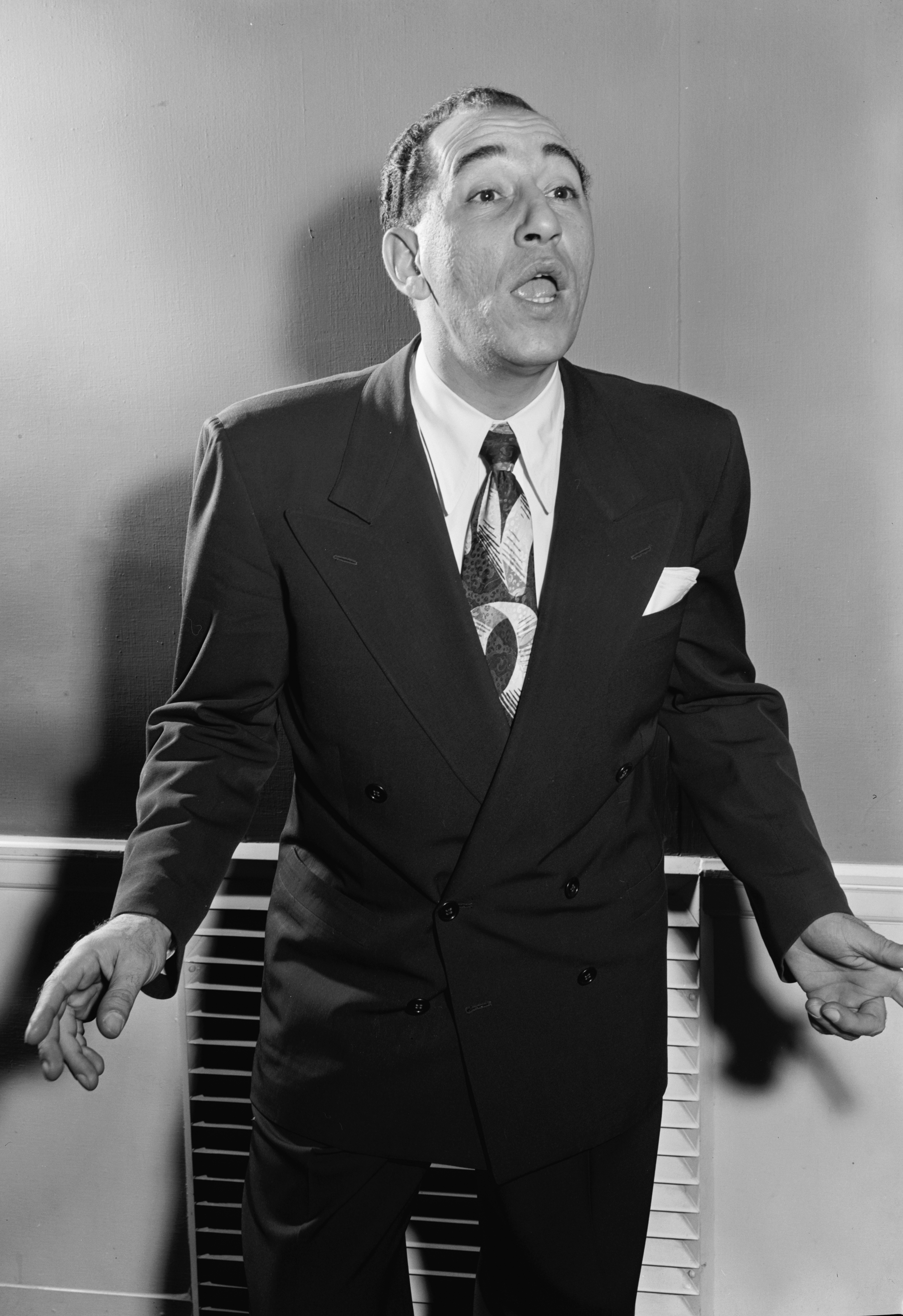
Louis Prima
geboren in 1910

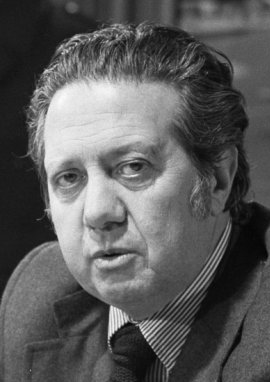
Mário Soares
geboren in 1924

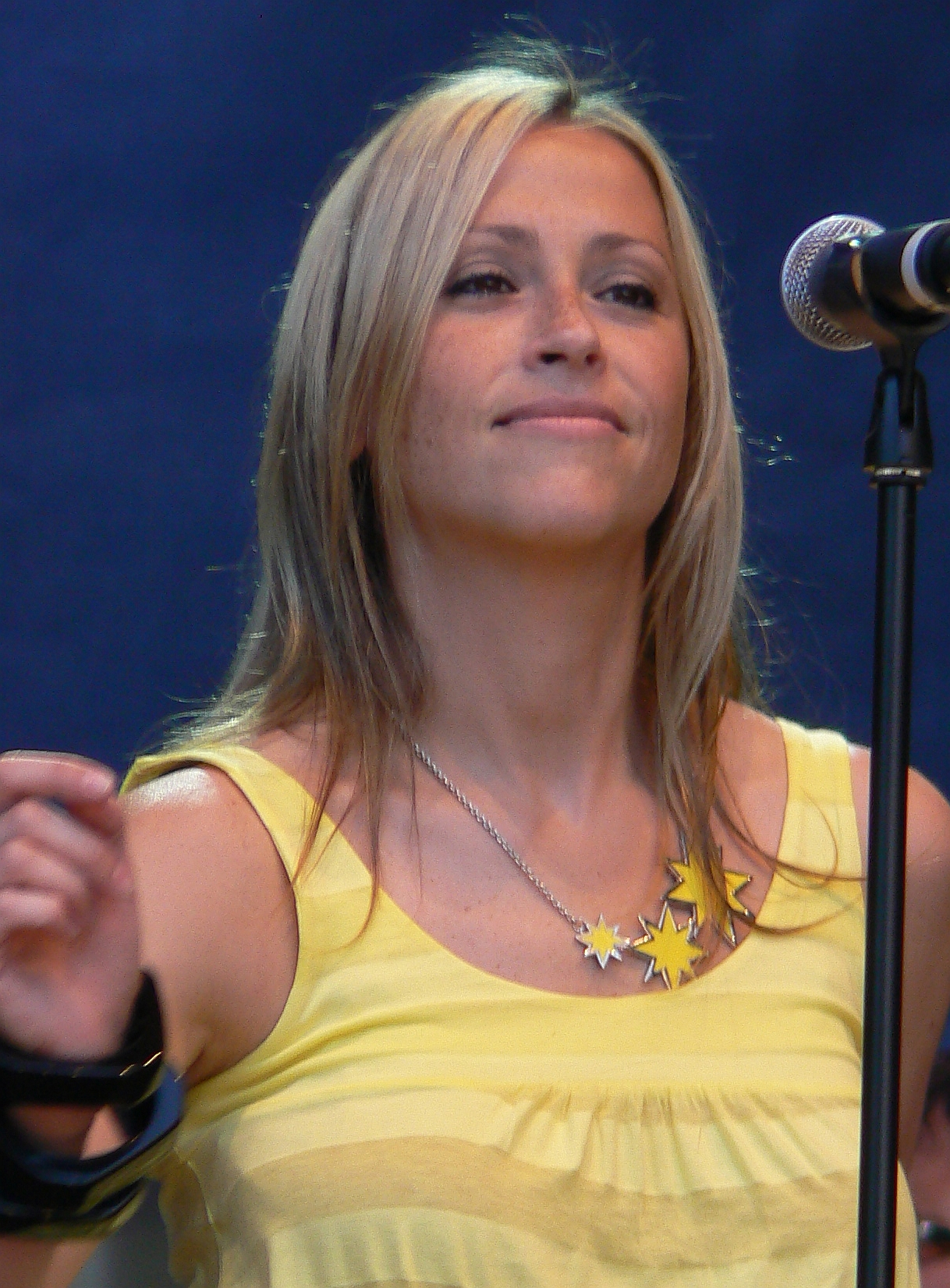
Nicole Appleton
geboren in 1974

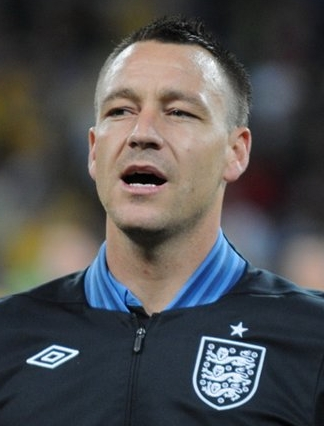
John Terry
geboren in 1980

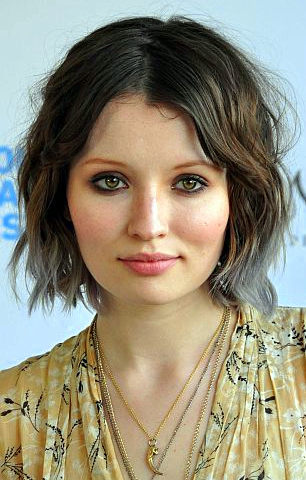
Emily Browning
geboren in 1988

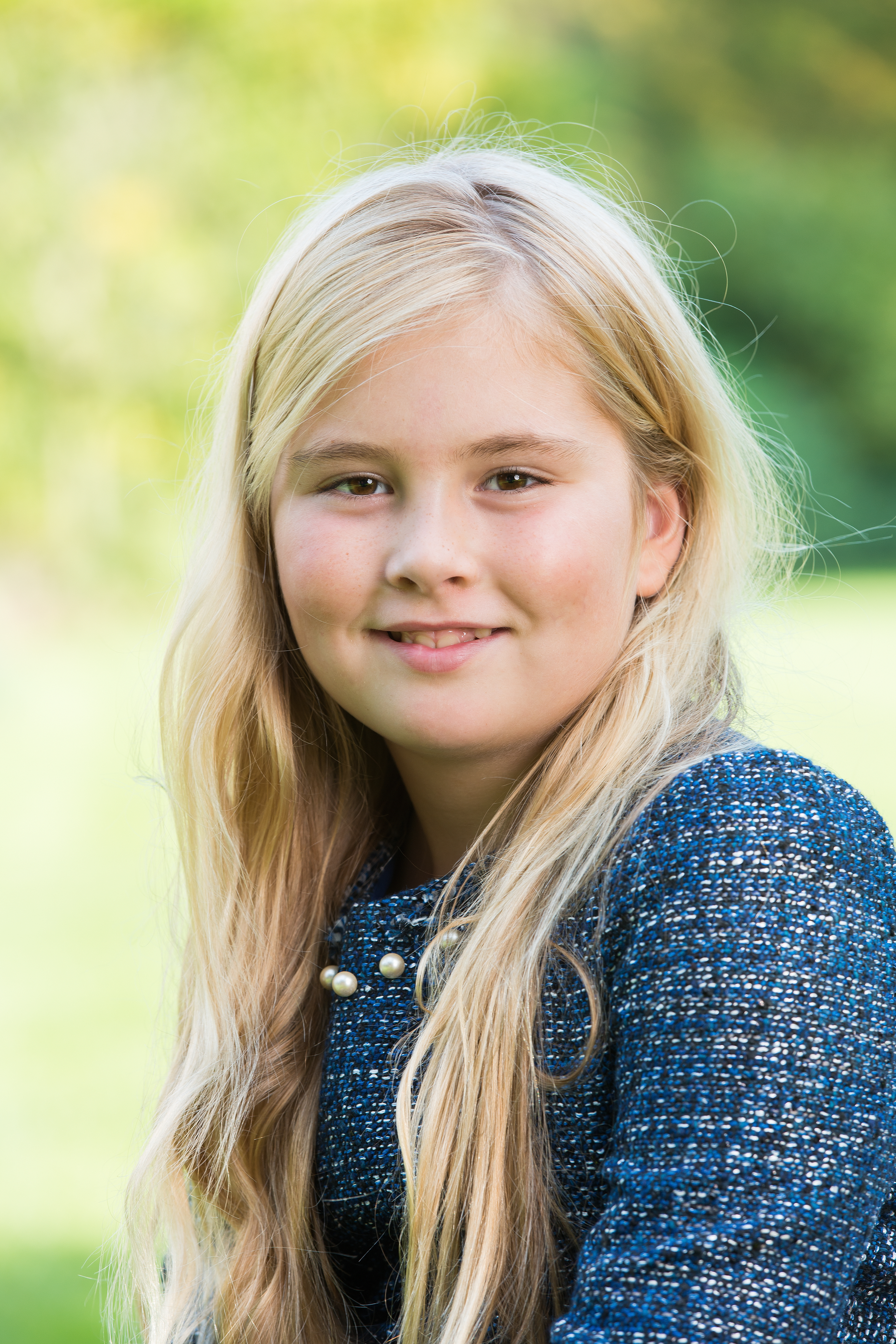
Catharina-Amalia der Nederlanden
geboren in 2003

- 521 - Columba van Iona, Iers missionaris (overleden 597)
- 1302 - Azzo Visconti, heer van Milaan (overleden 1339)
- 1724 - Louise van Hannover, koningin van Denemarken-Noorwegen (overleden 1751)
- 1761 - Marie Tussaud, Frans wassenbeeldenartiest (overleden 1850)
- 1764 - Claude Victor-Perrin, Frans generaal (overleden 1841)
- 1792 - Abraham Jacob van der Aa, Nederlands schrijver en aardrijkskundige (overleden 1857)
- 1798 - Lodewijk Jozef Delebecque, Belgisch bisschop van Gent (overleden 1864)
- 1801 - Johann Nestroy, Oostenrijks toneelschrijver (overleden 1862)
- 1802 - Frans Karel van Oostenrijk, Oostenrijks aartshertog (overleden 1878)
- 1818 - John Blackwood, Schots uitgever (overleden 1879)
- 1823 - Leopold Kronecker, Duits wiskundige (overleden 1891)
- 1831 - Joanna Mary Boyce, Engels kunstschilderes (overleden 1861)
- 1856 - Josef Fanta, Tsjechisch architect, meubelontwerper, beeldhouwer en schilder (overleden 1954)
- 1857 - Louis Dollo, Belgisch paleontoloog (overleden 1931)
- 1867 - Klaas Pander, Nederlands schaatser (overleden 1940)
- 1872 - Johan Huizinga, Nederlands historicus (overleden 1945)
- 1875 - Elsa Woutersen-van Doesburgh, Nederlands kunstenares (overleden 1957)
- 1889 - Gabriel Marcel, Frans filosoof (overleden 1973)
- 1889 - Gaston Wallaert, Belgisch kunstschilder en schrijver (overleden 1954)
- 1891 - Marcel Cordemans, Belgisch journalist; eerste hoofdredacteur van De Standaard (overleden 1991)
- 1893 - Fay Bainter, Amerikaans actrice (overleden 1968)
- 1897 - Hermann Balck, Duits generaal (overleden 1982)
- 1897 - Lazare Ponticelli, laatst overgebleven Franse veteraan uit de Eerste Wereldoorlog (overleden 2008)
- 1905 - Gerard Kuiper, Nederlands/Amerikaans astronoom (overleden 1973)
- 1910 - Duncan McNaughton, Canadees atleet (overleden 1998)
- 1910 - Ambrosio Padilla, Filipijns jurist, basketballer en senator (overleden 1996)
- 1910 - Louis Prima, Amerikaans zanger, acteur, trompettist (overleden 1978)
- 1911 - Birger Wasenius, Fins schaatser (overleden 1940)
- 1913 - Sol Linowitz, Amerikaans advocaat, diplomaat en ondernemer (overleden 2005)
- 1913 - Yvonne Verbeeck, Belgisch zangeres en actrice (overleden 2012)
- 1914 - Tjalle Jager, Nederlands politicus (overleden 2001)
- 1915 - Romain Deconinck, Belgisch acteur (overleden 1994)
- 1915 - Eli Wallach, Amerikaans acteur (overleden 2014)
- 1917 - Ottorino Volonterio, Zwitsers autocoureur (overleden 2003)
- 1918 - Timuel Black, Amerikaans historicus en mensenrechtenactivist (overleden 2021)
- 1918 - Max Merkel, Oostenrijks voetballer en voetbalcoach (overleden 2006)
- 1919 - Lis Løwert, Deens actrice (overleden 2009)
- 1920 - Walter Nowotny, Oostenrijks gevechtspiloot die voor de Luftwaffe in de Tweede Wereldoorlog 258 vliegtuigen neerschoot (overleden 1944)
- 1920 - Tatamkhulu Afrika, Zuid-Afrikaans dichter en schrijver (overleden 2002)
- 1920 - Fiorenzo Magni, Italiaans wielrenner (overleden 2012)
- 1921 - José Reynaert, Belgisch voetballer (overleden 2024)
- 1923 - Wim Klinkenberg, Nederlands journalist en vakbondsman (overleden 1995)
- 1923 - Ted Knight, Amerikaans acteur (overleden 1986)
- 1923 - Shinkichi Tajiri, Amerikaans beeldhouwer, kunstschilder, fotograaf en filmmaker (overleden 2009)
- 1924 - John Love, Zimbabwaans autocoureur (overleden 2005)
- 1924 - Mário Soares, Portugees president (overleden 2017)
- 1925 - Hermano da Silva Ramos, Braziliaans autocoureur
- 1927 - Ivo Lorscheiter, Braziliaans Rooms-katholiek aartsbisschop (overleden 2007)
- 1928 - Flory Anstadt, Nederlands programmamaakster en televisieregisseuse (overleden 2024)
- 1928 - Noam Chomsky, Amerikaans taalkundige en schrijver
- 1931 - Nicholas Cheong Jin-suk, Zuid-Koreaans kardinaal; aartsbisschop van Seoel 1998-2012 (overleden 2021)
- 1932 - Gerard van den Berg, Nederlands radio- en televisiepresentator (overleden 2009)
- 1932 - Ellen Burstyn, Amerikaans actrice
- 1934 - Chris Dubois, Belgisch organist, muziekpedagoog en componist
- 1937 - Kenneth Colley, Brits acteur, filmproducent, filmregisseur en scenarioschrijver (overleden 2025)
- 1937 - Roger Van Overstraeten, Belgisch wetenschapper (overleden 1999)
- 1939 - Gerrit Borghuis, Nederlands voetballer (overleden 2022)
- 1939 - Giorgio Gaja, Italiaans hoogleraar en rechter
- 1939 - Abdul Sheriff, Tanzaniaans geschiedkundige en museumdirecteur
- 1940 - Kumar Shahani, Indiaas filmregisseur (overleden 2024)
- 1941 - Werner Berges, Duits popart-graficus en kunstschilder (overleden 2017)
- 1941 - Henk Jongerius, Nederlands priester en dominicaan (overleden 2024)
- 1943 - Kurt Helmudt, Deens roeier (overleden 2018)
- 1943 - Sue Johnston, Brits actrice
- 1943 - František Veselý, Tsjechisch voetballer (overleden 2009)
- 1943 - Henk Warnas, Nederlands voetballer
- 1944 - Jimmy Chagra, Amerikaans misdadiger (overleden 2008)
- 1945 - Marion Rung, Fins zangeres
- 1945 - Clive Russell, Brits acteur
- 1946 - Kirsti Sparboe, Noors zangeres
- 1947 - Max van Huut, Nederlands architect
- 1947 - Peter de Jong, Nederlands komiek
- 1948 - Andrés Oliva, Spaans wielrenner (overleden 2023)
- 1949 - Tom Waits, Amerikaans zanger, componist en pianist
- 1950 - Charlie McGettigan, Iers zanger
- 1951 - Henk Temming, Nederlands muzikant en producer
- 1953 - Membrandt (Christa Maatjens), Nederlands kunstenares (overleden 2014)
- 1953 - Naledi Pandor, Zuid-Afrikaans politica
- 1955 - Ivan Fernald, Surinaams politicus
- 1956 - Larry Bird, Amerikaans basketballer
- 1956 - Doina Melinte, Roemeens atlete
- 1956 - Mark Rolston, Amerikaans acteur
- 1958 - Marie-Louise Coleiro Preca, Maltees politica
- 1958 - Martin Schaudt, Duits ruiter
- 1960 - Abdellatif Kechiche, Tunesisch-Frans acteur, filmregisseur en scenarioschrijver
- 1960 - Dino Soerel, Nederlands crimineel
- 1961 - Richard Niederbacher, Oostenrijks voetballer
- 1962 - Piet Huysentruyt, Belgisch kok
- 1962 - Marjolein van Unen, Nederlands judoka en judocoach
- 1963 - Mark Bowen, Welsh voetballer
- 1963 - Claudia Brücken, Duits zangeres
- 1963 - Theo Snelders, Nederlands voetballer
- 1964 - Patrick Fabian, Amerikaans acteur
- 1964 - Bernd Kohlweyer, Duits schaker
- 1965 - Colin Hendry, Schots voetballer
- 1965 - Dorien de Vries, Nederlands plankzeilster
- 1965 - Jeffrey Wright, Amerikaans acteur
- 1966 - Gem Archer, Brits gitarist
- 1966 - Mario Fernando Hernández, Hondurees politicus (overleden 2008)
- 1966 - C. Thomas Howell, Amerikaans acteur
- 1966 - Shinichi Ito, Japans motorcoureur
- 1966 - Mariëlle van Sauers, Nederlands actrice en scenarioschrijfster
- 1967 - Nina Turner, Amerikaans politica
- 1968 - Benjamin Debusschere, Belgisch voetballer
- 1968 - Filip Naudts, Belgisch fotograaf en fotorecensent
- 1970 - Yaël Braun-Pivet, Frans politica
- 1970 - Esteban Garcia, Zwitsers ondernemer, zeiler en autocoureur
- 1970 - Andrew Gilding, Engels darter
- 1970 - Anne Somers, Belgisch actrice
- 1971 - Vladimir Akopian, Armeens schaker
- 1971 - Spira Grujić, Servisch voetballer
- 1971 - Christian Kellner, Duits motorcoureur
- 1971 - Giulio De Vita, Italiaans striptekenaar
- 1972 - Hermann Maier, Oostenrijks skiër
- 1973 - Damien Rice, Iers zanger/songwriter
- 1974 - Nicole Appleton, Canadees-Engels zangeres
- 1974 - Manuel Martínez, Spaans atleet
- 1975 - Diederik Nomden, Nederlands muzikant
- 1976 - Dave Bruylandts, Belgisch wielrenner
- 1976 - Mark Duplass, Amerikaans acteur
- 1977 - Luke Donald, Engels golfer
- 1977 - Dominic Howard, Engels muzikant
- 1978 - Shiri Appleby, Amerikaans actrice
- 1978 - Kristofer Hivju, Noors acteur
- 1978 - Jeff Nichols, Amerikaans regisseur en scenarioschrijver
- 1979 - Sara Bareilles, Amerikaans zangeres en pianist
- 1979 - Jennifer Carpenter, Amerikaans actrice
- 1979 - Vicente Sánchez, Uruguayaans voetballer
- 1979 - Maksim Toerov, Russisch schaker
- 1980 - Julie de Bona, Frans actrice
- 1980 - Clemens Fritz, Duits voetballer
- 1980 - John Terry, Engels voetballer
- 1981 - Frédérique Ankoné, Nederlands schaatsster
- 1982 - Jack Huston, Brits acteur
- 1984 - Jan Bárta, Tsjechisch wielrenner
- 1984 - Robert Kubica, Pools autocoureur
- 1984 - Luca Rigoni, Italiaans voetballer
- 1985 - Floris van Assendelft, Nederlands schaker
- 1985 - S.A. Chakraborty, Amerikaans schrijfster
- 1986 - Kacper Kozłowski, Pools atleet
- 1986 - Ledian Memushaj, Albanees voetballer
- 1986 - Julian Palmieri, Frans voetballer
- 1986 - Nita Strauss, Amerikaans gitariste
- 1987 - Aaron Carter, Amerikaans popzanger (overleden 2022)
- 1988 - Juan Abarca, Chileens voetballer
- 1988 - Nathan Adrian, Amerikaans zwemmer
- 1988 - Emily Browning, Australisch actrice
- 1988 - Laurent Depoitre, Belgisch voetballer
- 1989 - Matthias Brändle, Oostenrijks wielrenner
- 1989 - Nicholas Hoult, Brits acteur
- 1989 - Danny Latza, Duits voetballer
- 1989 - Quentin Ruffacq, Belgisch atleet
- 1989 - Ivan Tomečak, Kroatisch voetballer
- 1989 - Caleb Landry Jones, Amerikaans acteur
- 1990 - David Goffin, Belgisch tennisser
- 1990 - Renate Jansen, Nederlands voetbalster
- 1990 - Rafael Uiterloo, Nederlands voetballer
- 1991 - Ella Newton, Australisch actrice
- 1991 - Łukasz Wiśniowski, Pools wielrenner
- 1991 - Chris Wood, Nieuw-Zeelands voetballer
- 1992 - Merle van Benthem, Nederlands BMX-er
- 1992 - Sofía Arreola, Mexicaans baan- en wegwielrenster
- 1993 - Natalie Hinds, Amerikaans zwemster
- 1994 - Yuzuru Hanyu, Japans kunstschaatser
- 1994 - Valentin Rongier, Frans voetballer
- 1995 - Andrej Koenets, Wit-Russisch zanger
- 1995 - Santi Mina, Spaans voetballer
- 1995 - Patrick Roest, Nederlands schaatser
- 1996 - Rick Mulder, Nederlands voetballer
- 1996 - Tessa Neefjes, Nederlands wielrenster en mountainbikster
- 1999 - Numidia, Marokkaans-Nederlands zangeres
- 2000 - Klara Bühl, Duits voetbalster
- 2000 - Vivien Keszthelyi, Hongaars autocoureur
- 2002 - Torri Huske, Amerikaans zwemster
- 2003 - Catharina-Amalia der Nederlanden, Nederlands prinses en troonopvolgster
- 2004 - Matthías Matthíasson, IJslands zanger

## Overleden

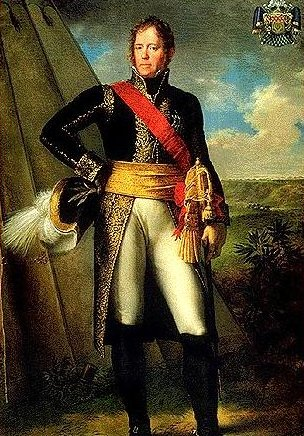
Michel Ney
overleden in 1815

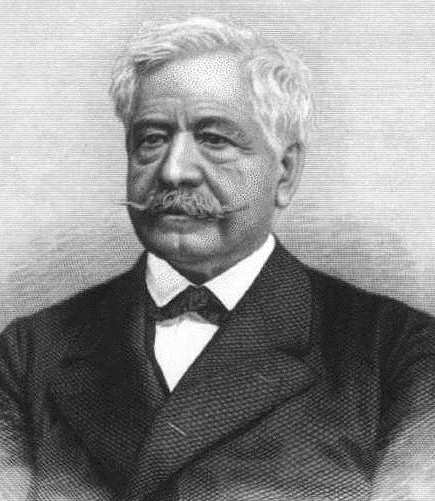
Ferdinand de Lesseps
overleden in 1894

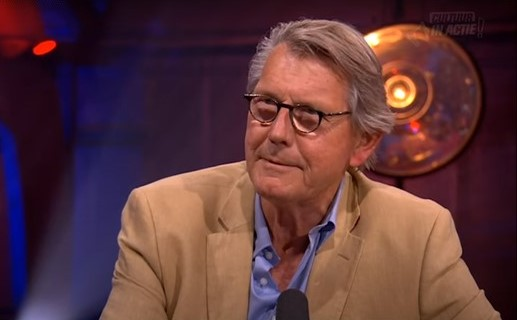
Ursul de Geer
overleden in 2020

- 43 v.Chr. - Cicero (63), Romeins politicus en schrijver
- 283 - Paus Eutychianus
- 983 - Otto II (28), keizer van het Heilige Roomse Rijk
- 1231 - Richarda van Beieren (58), gemalin van graaf Otto I van Gelre
- 1254 - Paus Innocentius IV
- 1562 - Adriaan Willaert (ca. 72), Belgisch componist, dirigent en kapelmeester
- 1662 - Petrus Wittewrongel (±53), Nederlands predikant
- 1815 - Michel Ney (46), Frans maarschalk
- 1823 - Adolph Warner van Pallandt van Eerde (77), Nederlands politicus
- 1834 - Edward Irving (42), Schots geestelijke
- 1894 - Ferdinand de Lesseps (89), Frans diplomaat en ingenieur
- 1899 - Juan Luna (42), Filipijns kunstschilder
- 1902 - Thomas Nast (62), Duits cartoonist
- 1918 - Frank Wilson (59), 9e premier van West-Australië
- 1937 - Anna Marie Hahn (32), Duits-Amerikaans seriemoordenares
- 1943 - Ruth Belville (89), Brits ondernemer
- 1947 - Nicholas Murray Butler (85), Amerikaans filosoof
- 1956 - Theda Mansholt (77), Nederlands pedagoge
- 1960 - Clara Haskil (65), Roemeens pianiste
- 1968 - Pierre Jaminet (56), Frans wielrenner
- 1970 - Rube Goldberg (87), Amerikaans cartoonist, beeldhouwer en schrijver
- 1977 - Peter Carl Goldmark (71), Hongaars-Amerikaans ingenieur, uitvinder van de lp
- 1977 - Georges Grignard (68), Frans autocoureur
- 1979 - Mari Andriessen (82), Nederlands beeldhouwer
- 1985 - Robert Graves (90), Engels schrijver
- 1987 - Jaime Ongpin (49), Filipijns zakenman en minister
- 1990 - Reinaldo Arenas (47), Cubaans schrijver
- 1990 - Joan Bennett (80), Amerikaans actrice
- 1993 - Félix Houphouët-Boigny (88), politiek leider van Ivoorkust
- 1997 - Billy Bremner (54), Schots voetballer
- 1998 - Martin Rodbell (73), Amerikaans biochemicus
- 1999 - Hans Boswinkel (64), Nederlands acteur en regisseur
- 2000 - Maria Francisca van Savoye (85), Italiaans prinses
- 2002 - Paddy Tunney (81), Schots-Iers zanger
- 2003 - Carl F.H. Henry (90), Amerikaans theoloog
- 2003 - Ewald Marggraff (80), Nederlands grootgrondbezitter
- 2004 - Pacita Abad (58), Filipijns kunstschilder
- 2004 - Frederick Fennell (90), Amerikaans dirigent
- 2006 - Kim Hyung-chil (47), Zuid-Koreaans ruiter
- 2006 - Jeane Kirkpatrick (80), Amerikaans politicologe, politica en diplomate
- 2006 - Jay McShann (90), Amerikaans blues- en swingpianist, bandleider en zanger
- 2007 - Berend Schoep (79), Nederlands predikant
- 2008 - Carl Ridders (50), Nederlands-Belgisch acteur
- 2009 - Hanny Fries (91), Zwitsers kunstschilder
- 2009 - Shunkichi Hamada (99), Japans hockeyer
- 2009 - Pjotr Vail (60), Russisch journalist en essayist
- 2010 - Noppie Koch (78), Nederlands wielrenner en gangmaker
- 2010 - Antoon Steverlynck (85), Belgisch advocaat, burgemeester en politicus
- 2010 - Federico Vairo (80), Argentijns voetballer
- 2011 - Peter Croker (89), Brits voetballer
- 2011 - Harry Morgan (96), Amerikaans acteur
- 2012 - Denis Houf (80), Belgisch voetballer
- 2012 - Roelof Kruisinga (90), Nederlands politicus
- 2013 - Nadezjda Iljina (64), Russisch atlete
- 2013 - Edouard Molinaro (85), Frans cineast
- 2014 - Giuseppe Mango (60), Italiaans zanger
- 2014 - Jerzy Wilim (73), Pools voetballer
- 2015 - Shirley Stelfox (74), Brits actrice
- 2016 - Paul Elvstrøm (88), Deens zeiler
- 2016 - Greg Lake (69), Brits muzikant en muziekproducent
- 2016 - Elliott Schwartz (80), Amerikaans componist en muziekpedagoog
- 2017 - Ton Bijkerk (86), Nederlands historicus
- 2017 - Tommy Horton (76), Brits golfer
- 2017 - Philippe Maystadt (69), Belgisch politicus
- 2018 - Désirée Viola (26), Belgisch actrice, danseres en model
- 2019 - Meindert Schollema (69), Nederlands burgemeester
- 2020 - Phyllis Eisenstein (74), Amerikaans schrijfster
- 2020 - Ursul de Geer (74), Nederlands acteur, regisseur en televisiemaker
- 2020 - Karel N.L. Grazell (92), Nederlands schrijver
- 2020 - Herman Vos (78), Nederlands politicus
- 2020 - Chuck Yeager (97), Amerikaans gevechtspiloot
- 2021 - Ysbrant van Wijngaarden (84), Nederlands kunstenaar
- 2022 - Max van Rooy (80), Nederlands architectuurcriticus en schrijver
- 2023 - Ernst Jansen Steur (Ernst Nicolaas Herman Jansen) (78), Nederlands neuroloog
- 2023 - Aldert Mantje (69), Nederlands kunstenaar
- 2023 - Fons Straetmans (84), Belgisch wielrenner, komiek en kapper
- 2023 - Benjamin Zephaniah (65), Brits dichter, schrijver en acteur

## Viering/herdenking

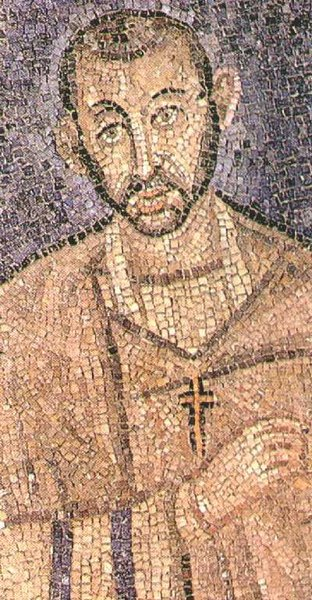
H. Ambrosius (van Milaan)

- Internationale dag van de burgerluchtvaart
- Rooms-katholieke kalender:
  - Heilige Ambrosius (van Milaan) († 397) - Patroon van de imkers en de politie - Gedachtenis
  - Heilige Maria-Jozefa Rossello († 1888)
  - Heilige Agatho(on) († 1e eeuw)
  - Heilige Victor van Piacenza († 375)

## Weerextremen

### Nederland
| | Officiële records | Officiële records | Officiële records |      | Landelijke records  | Landelijke records | Landelijke records |
| Gebeurtenis | Jaar              | Extreem           | Locatie           | Jaar | Extreem             | Locatie            | |
| --- | ----------------- | ----------------- | ----------------- | ---- | ------------------- | ------------------ | --- |
| Laagste etmaalgemiddelde temperatuur (°C) | 1925              | −7,0              | De Bilt           |      | 1925                | −8,5               | Eelde |
| Hoogste etmaalgemiddelde temperatuur (°C) | 1914              | 11,1              | De Bilt           |      | 1914                | 12,8               | Maastricht |
| Laagste minimumtemperatuur (°C) | 1925              | −12,1             | De Bilt           |      | 1980                | −13,0              | Schiphol |
| Hoogste minimumtemperatuur (°C) | 1949              | 8,9               | De Bilt           |      | 1934 2015           | 10,2               | Maastricht Wijk aan Zee |
| Laagste maximumtemperatuur (°C) | 1925, 1978, 2010  | −1,3              | De Bilt           |      | 1925                | −4,5               | Eelde |
| Hoogste maximumtemperatuur (°C) | 2007              | 13,8              | De Bilt           |      | 1914                | 14,7               | Maastricht |
| Hoogste uurgemiddelde windsnelheid (m/s) | 1929              | 20,6              | De Bilt           |      | 1929                | 23,1               | Vlissingen |
| Hoogste windstoot (m/s) | 2006              | 22,0              | De Bilt           |      | 2011                | 33,0               | Lauwersoog |
| Langste zonneschijnduur (uur) | 2003              | 7,0               | De Bilt           |      | 1996 2001 2003 2008 | 7,0                | Maastricht Soesterberg, Wilhelminadorp Arcen, De Bilt, Eindhoven, Gilze-Rijen, Herwijnen, Maastricht, Soesterberg, Vlissingen, Volkel, Westdorpe Gilze-Rijen, Volkel |
| Langste neerslagduur (uur) | 1992              | 12,8              | De Bilt           |      | 2018                | 16,5               | Eelde |
| Hoogste etmaalsom van de neerslag (mm) | 1941              | 17,3              | De Bilt           |      | 2007                | 29,3               | Hoogeveen |
| Laagste etmaalgemiddelde relatieve vochtigheid (%) | 1948              | 71                | De Bilt           |      | 1948                | 58                 | Maastricht |
| Laagste uurwaarde luchtdruk op zeeniveau (hPa) | 1940              | 975,5             | De Bilt           |      | 1940                | 966,3              | Eelde |
| Hoogste uurwaarde luchtdruk op zeeniveau (hPa) | 2001              | 1041,1            | De Bilt           |      | 2001                | 1042,3             | Eelde |
| Officiële records worden altijd gemeten op het KNMI-weerstation in De Bilt. Landelijke records kunnen worden gemeten op elk officieel KNMI-weerstation in Nederland. |                   |                   |                   |      |                     |                    | |

Uitzonderlijke gebeurtenissen
- 1980 - Officieel laagste minimumtemperatuur in °C van het jaar gemeten in De Bilt: −11,0. Samen met 14 januari.
- 1980 - Officieel laagste minimumtemperatuur in °C van december dit jaar gemeten in De Bilt: −11,0
- 2019 - Officieel hoogste minimumtemperatuur in °C van december dit jaar gemeten in De Bilt: 8,5

### België
Dagrecords
- 1879 - Laagste etmaalgemiddelde temperatuur −10 °C
- 1856 - Hoogste etmaalgemiddelde temperatuur 12,3 °C
- 1875 - Laagste minimumtemperatuur −15 °C
- 1914 - Hoogste maximumtemperatuur 14,7 °C
- 1904 - Hoogste etmaalsom van de neerslag 19,5 mm

Uitzonderlijke gebeurtenissen
- 2006 - Er trekt een tornado door Kluizen tijdens een onweer

<< · 1 · 2 · 3 · 4 · 5 · 6 · 7 · 8 · 9 · 10 · 11 · 12 · 13 · 14 · 15 · 16 · 17 · 18 · 19 · 20 · 21 · 22 · 23 · 24 · 25 · 26 · 27 · 28 · 29 · 30 · 31 · >>